# چهارطاقی اوباد
چهار طاقی اوباد در شهرستان داراب، روستای بریسکان واقع شده و این اثر در تاریخ ۲۵ اسفند ۱۳۷۹ با شمارهٔ ثبت ۳۳۹۲ به‌عنوان یکی از آثار ملی ایران به ثبت رسیده است.